# Meridiungulata
Južnoamerički autohtoni kopitari (engl. South American native ungulates), poznati po svom akronimu SANUi (od engl. SANUs), su izumrli sisari slični kopitarima kontroverznih afiniteta koji su bili autohtoni u Južnoj Americi pre velike američke biotičke razmene. Oni se sastoje od pet velikih grupa koje su konvencionalno rangirane kao redovi — Astrapotheria, Litopterna, Notoungulata, Pyrotheria, i Xenungulata — kao i primitivnih grupa „kondilarta“ Didolodontidae i Kollpaniinae. Predloženo je da neki ili svi članovi ove grupe formiraju kladu, nazvanu Meridiungulata, iako odnosi južnoameričkih kopitara ostaju uglavnom nerešeni. Dve najveće grupe južnoameričkih kopitara, papkari i litopterni, bile su jedine grupe koje su opstale posle srednjeg miocena. Samo nekoliko najvećih vrsta notoungulata i litopterna preživelo je do izumiranja na kraju pleistocena pre oko 12.000 godina, kada su izumrli sa većinom drugih velikih sisara u Americi, ubrzo nakon prvog dolaska ljudi u region.
Iako je većina SANU pripadnika živela u Južnoj Americi, astrapoteres i litopterni su poznati iz eocenskih naslaga na Antarktičkom poluostrvu, a notoungulat Mixotoxodon se tokom pleistocena proširio na sever do današnjeg Teksasa kao deo velike američke biotičke razmene.

## Literatura
- Avilla, Leonardo S.; Mothé, Dimila (2021). „Out of Africa: A New Afrotheria Lineage Rises From Extinct South American Mammals”. Frontiers in Ecology and Evolution (на језику: енглески). 9. ISSN 2296-701X. doi:10.3389/fevo.2021.654302 .
- Buckley, M. (2015-04-01). „Ancient collagen reveals evolutionary history of the endemic South American 'ungulates'”. Proceedings of the Royal Society B: Biological Sciences. 282 (1806): 20142671. PMC 4426609 . PMID 25833851. doi:10.1098/rspb.2014.2671.
- Chimento, Nicolás R.; Agnolin, Federico L. (2020). „Phylogenetic tree of Litopterna and Perissodactyla indicates a complex early history of hoofed mammals”. Scientific Reports. 10 (1): 13280. ISSN 2045-2322. PMC 7413542 . PMID 32764723. doi:10.1038/s41598-020-70287-5. hdl:11336/135739 .
- Croft, Darin A.; Gelfo, Javier N.; López, Guillermo M. (2020). „Splendid Innovation: The Extinct South American Native Ungulates”. Annual Review of Earth and Planetary Sciences. 48 (1): 259—290. ISSN 0084-6597. S2CID 213737574. doi:10.1146/annurev-earth-072619-060126.
- de Muizon, Christian; Billet, Guillaume; Argot, Christine; Ladevèze, Sandrine; Goussard, Florent (2015). „Alcidedorbignya inopinata, a basal pantodont (Placentalia, Mammalia) from the early Palaeocene of Bolivia: anatomy, phylogeny and palaeobiology”. Geodiversitas. 37 (4): 397. ISSN 1280-9659. S2CID 131556174. doi:10.5252/g2015n4a1.
- Halliday, Thomas J. D.; Upchurch, Paul; Goswami, Anjali (2017). „Resolving the relationships of Paleocene placental mammals: Paleocene mammal phylogeny”. Biological Reviews. 92 (1): 521—550. ISSN 1464-7931. PMC 6849585 . PMID 28075073. doi:10.1111/brv.12242.
- Hunter, J.P.; Janis, C.M. (2006). „Spiny Norman in the Garden of Eden? Dispersal and early biogeography of Placentalia”. Journal of Mammalian Evolution. 13 (2): 89—123. OCLC 4669969299. S2CID 41292696. doi:10.1007/s10914-006-9006-6.
- Gelfo, Javier N.; López, Guillermo M.; Lorente, Malena (2016). „Los ungulados arcaicos de América del Sur: "Condylarthra" y Litopterna”. Contribuciones del MACN. 6: 285—291. ISSN 1666-5503.
- MacPhee, R.D.E.; Del Pino, Santiago Hernández; Kramarz, Alejandro; Forasiepi, Analía M.; Bond, Mariano; Sulser, R. Benjamin (2021). „Cranial Morphology and Phylogenetic Relationships of Trigonostylops wortmani, an Eocene South American Native Ungulate”. Bulletin of the American Museum of Natural History. 449 (1). ISSN 0003-0090. S2CID 233301560. doi:10.1206/0003-0090.449.1.1.
- McKenna, M.C. (1975). „Toward a phylogenetic classification of the Mammalia”.  Ур.: Luckett, W.P.; Szalay, F.S. Phylogeny of the primates: a multidisciplinary approach (Proceedings of WennerGren Symposium no. 61, Burg Wartenstein, Austria, July 6–14, 1974. New York: Plenum. стр. 21—46. ISBN 978-1-4684-2168-2. doi:10.1007/978-1-4684-2166-8_2.
- Muizon, C. de; Cifelli, R.L. (2000). „The "condylarths" (archaic Ungulata, Mammalia) from the early Paleocene of Tiupampa (Bolivia): implications on the origin of the South American ungulates”. Geodiversitas. 22 (1): 47—150. Приступљено 30. 6. 2017.
- Lundelius, E. L.; Bryant, V. M.; Mandel, R.; Thies, K. J.; Thoms, A. (2013). „The first occurrence of a toxodont (Mammalia, Notoungulata) in the United States”. Journal of Vertebrate Paleontology. 33 (1): 229—232. S2CID 53601518. doi:10.1080/02724634.2012.711405. hdl:1808/13587 .
- Naish, Darren (2008-02-08). „Snorki the giant's friends and relatives”. Tetrapod Zoology. Архивирано из оригинала 21. 5. 2013. г. Приступљено 2014-10-07.
- O'Leary, Maureen A.; Bloch, Jonathan I.; Flynn, John J.; Gaudin, Timothy J.; Giallombardo, Andres; Giannini, Norberto P.; Goldberg, Suzann L.; Kraatz, Brian P.; Luo, Zhe-Xi; Meng, Jin; Ni, Xijun; Novacek, Michael J.; Perini, Fernando A.; Randall, Zachary S.; Rougier, Guillermo W.; Sargis, Eric J.; Silcox, Mary T.; Simmons, Nancy B.; Spaulding, Michelle; Velazco, Paúl M.; Weksler, Marcelo; Wible, John R.; Cirranello, Andrea L. (2013). „The Placental Mammal Ancestor and the Post–K-Pg Radiation of Placentals”. Science. 339 (6120): 662—667. PMID 23393258. S2CID 206544776. doi:10.1126/science.1229237. hdl:11336/7302 .
- Rose, Kenneth David (2006). The beginning of the age of mammals. Baltimore: JHU Press. ISBN 978-0801884726.
- Shockey, B.J.; Anaya, F. (2004). „Pyrotherium macfaddeni, sp. nov. (late Oligocene, Bolivia) and the pedal morphology of pyrotheres”. Journal of Vertebrate Paleontology. 24 (2): 481—488. S2CID 83680724. doi:10.1671/2521.
- Welker, F.; Collins, M. J.; Thomas, J. A.; Wadsley, M.; Brace, S.; Cappellini, E.; Turvey, S. T.; Reguero, M.; Gelfo, J. N.; Kramarz, A.; Burger, J.; Thomas-Oates, J.; Ashford, D. A.; Ashton, P. D.; Rowsell, K.; Porter, D. M.; Kessler, B.; Fischer, R.; Baessmann, C.; Kaspar, S.; Olsen, J. V.; Kiley, P.; Elliott, J. A.; Kelstrup, C. D.; Mullin, V.; Hofreiter, M.; Willerslev, E.; Hublin, J.-J.; Orlando, L.; Barnes, I.; MacPhee, R. D. E. (2015-03-18). „Ancient proteins resolve the evolutionary history of Darwin's South American ungulates”. Nature. 522 (7554): 81—84. ISSN 0028-0836. PMID 25799987. S2CID 4467386. doi:10.1038/nature14249.
- Westbury, M.; Baleka, S.; Barlow, A.; Hartmann, S.; Paijmans, J. L. A.; Kramarz, A.; Forasiepi, A. M.; Bond, M.; Gelfo, J. N.; Reguero, M. A.; López-Mendoza, P.; Taglioretti, M.; Scaglia, F.; Rinderknecht, A.; Jones, W.; Mena, F.; Billet, G.; de Muizon, C.; Aguilar, J. L.; MacPhee, R. D. E.; Hofreiter, M. (2017-06-27). „A mitogenomic timetree for Darwin's enigmatic South American mammal Macrauchenia patachonica”. Nature Communications. 8: 15951. PMC 5490259 . PMID 28654082. doi:10.1038/ncomms15951.